# Congresul de la Erzurum

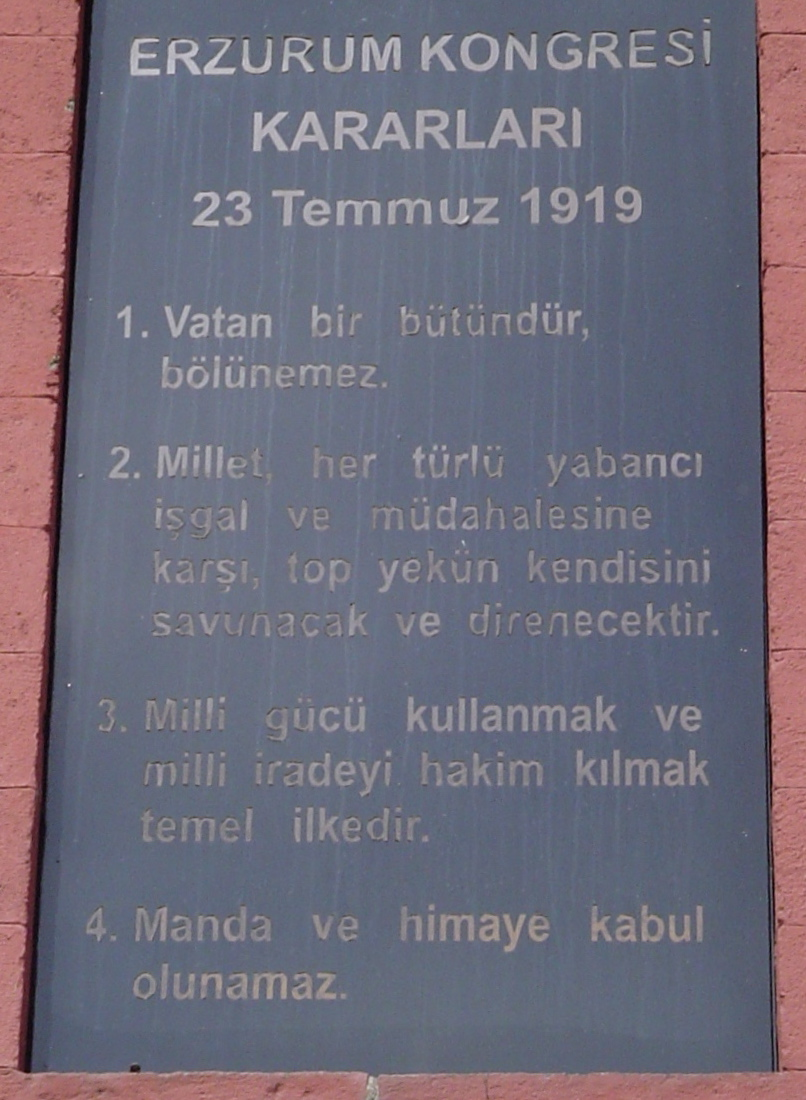
Cele mai importante hotărâri ale Congresului de la Erzurum.
1) Unitatea și integritatea patriei este în pericol; patria mama este indivizibilă
2) Nimeni nu va emigra din regiune sub niciun motiv; distrugerea și acțiunile pentru divizarea minorităților nu vor fi permise.
3) Va fi folosită orice fel de luptă națională pentru apărarea independenței și integrității patriei-mamă.
4) Mandatul și protectoratul nu sunt acceptabile.

Congresul de la Erzurum (în limba turcă: Erzurum Kongresi) a fost o întrunire a revoluționarilor turci care a avut loc între 23 iulie și 4 august 1919 în orașul Erzurum din estul Turciei. La congres au participat delegați din șase provincii (vilaieturi) răsăritene ale Imperiului Otoman. Multe dintre acestea se aflau în momentul congresului sub ocupația forțelor armate ale Aliaților. 

Au participat 56 de delegați din vilaieturile Diarbekir, Bitlis, Erzurum, Sivas, Trabzon și Van. Adunarea s-a desfășurat sub conducerea lui Mustafa Kemal Pasha și Kazım Karabekir Pașa și a luat o serie de decizii extrem de importante pentru modul de desfășurare al Războiului de Independență. 
Astfel, congresul a reafirmat dorința provinciilor pentru rămânerea în cadrul Imperiului Otoman, (respingând implicit planurile Aliaților pentru împărțirea imperiului), a refuzat să accepte orice Mandat al Ligii Națiunilor pentru imperiu, a respins acordarea oricărui privilegiu creștinilor armeni și greci și a hotărât să întreprindă orice acțiuni de rezistență împotriva acelor măsuri care ar fi afectat integritatea și independența patriei. La sfârșitul ședințelor, congresul a ales un „comitet reprezentativ” (heyet-i temsiliye) condus de Kemal